# Lene Marlin
Lene Marlin Pedersen, känd under artistnamnet Lene Marlin, född 17 augusti 1980 i Tromsø, är en norsk popsångare, musiker och låtskrivare. Lene Marlin debuterade i oktober 1998 med singeln "Unforgivable Sinner", som blev en listetta i Norge. Debutalbumet Playing My Game följde i april 1999, som tillsammans med hennes andra singel "Sitting Down Here" också klättrade högt på listorna i flera europeiska länder. Samma år vann hon MTV Europe Music Awards för bästa nordiska akt, samt Spellemannprisen i fyra olika kategorier.

## Biografi

### Bakgrund
Lene Marlin föddes den 17 augusti 1980 i Tromsø. Vid 15 års ålder fick hon sin första gitarr och började skriva låtar hemma i sitt rum. Musiken uppskattades bland vänner och två år senare kontaktade några av hennes vänner NRK för att berätta om vad de ansåg vara en speciell talang. En av NRK:s radiostationer i Tromsø höll med och bjöd in Marlin till att spela in en demo, med vilken hon fångade intresse hos Virgin Records som erbjöd henne skivkontrakt nästan omedelbart. På kort tid hade hennes musik blivit något mer än en hobby, och hon började spela in sitt egenkomponerade debutalbum vid 17 års ålder, medan hon fortfarande gick på gymnasiet.

### Playing My Game
I oktober 1998 släpptes debutsingeln "Unforgivable Sinner", som blev den snabbast säljande singeln i norsk musikhistoria. Den nådde första plats i Norge och listnoterades även i Sverige, Tyskland, Frankrike, Australien och Nya Zeeland. Singeln var också huvudmelodi i den norska ungdomsfilmen "Schpaaa".. Hon fick 4 pris under Hit Award-showen 1998, och innan hon hade gett ut sitt första album tilldelades hon Spellemannprisen 1998 för "Unforgivable Sinner". Albumet Playing My Game följde den 27 april 1999 och nådde också förstaplatsen i Norge med placeringar i ett flertal andra länder. Med uppföljarsingeln "Sitting Down Here", utgiven i september 1999, debuterade hon på den brittiska singellistan som nummer 5, och nådde även andra plats i Norge. Vid "MTV Europe Music Awards" 1999 fick Marlin pris för bästa nordiska akt.
År 1999 blev Lena Marlins stora musikaliska framgångsår. Verdens Gang beskrev henne som 90-årens norska debutant när hon släppte albumet Playing My Game. Hon gjorde succé i Italien, Frankrike, Sverige, Japan och så småningom också Storbritannien. Albumet sålde 1,8 miljoner och singelförsäljningen passerade 3 miljoner. Hon fick också 4 Spellemannpriser 1999, (årets låt "Sitting Down Here", årets album, årets artist och årets popsolist). På Hit Award-showen i Oslo fick hon också många priser.

### Another Day
Lenes andra album, Another Day, släpptes den 22 september 2003. Två singlar släpptes: "You Weren't There" och "Another Day". Albumet var neddämpat och melankoliskt och många menade att hon hade mognat som låtskrivare. Albumet fick goda recensioner. "You Weren't There" debuterade som etta på Norway Singles Top 20 och låg kvar på listan i 11 veckor. Den tillbringade även 24 veckor på Italy Singles Top 50, där den blev listetta. "You Weren't There" var mindre framgångsrik i Storbritannien, där den nådde plats 59. Singeln "Another Day" släpptes bara i Italien och Norge, och nådde som bäst plats 17 på den italienska singellistan. "Sorry" släpptes bara i Italien.

### Andra aktiviteter
Lene Marlin har skrivit låtar för andra artister, däribland Rihannas "Good Girl Gone Bad" samt "Whole New Beginning" och "Picking Up The Pieces" för Elin Gaustad. 

### Privatliv
Lene Marlin led under flera års tid av depressioner. Efter debutalbumet 1999 blev den fysiska och mentala pressen för stor för Marlin. Hon har berättat för Aftenposten att hon vid flera tillfällen försökt begå självmord.
Marlin blev sambo med skådespelaren Kåre Conradi 2008. Paret förlovade sig 2013.

## Diskografi

### Album
- 1999 – Playing My Game  (#1 NOR, #5 ITA, #8 SWE, #10 FRA, #18 UK, #45 SUI- sålde 3 miljoner exemplar jorden runt)
- 2003 – Another Day + DVD Version (#1 NOR, #3 ITA, #26 SWE, #32 SUI, #38 FRA - sålde 1,5 miljoner exemplar jorden runt)
- 2005 – Lost in a Moment (#4 NOR, #16 ITA, #33 SUI - sålde 0,5 miljoner exemplar jorden runt)
- 2009 – Twist the Truth

### Singlar
Från albumet Playing My Game
- 1998 – "Unforgivable Sinner" (#1 ITA, #1 NOR, #13 UK, #1 JPN)
- 1999 – "Sitting Down Here" (#5 ITA, #2 NOR, #5 UK, #57 GE)
- 2000 – "Where I'm Headed" (#1 ITA, #1 NOR, #1 FR, #31 UK)

Från albumet Another Day
- "You Weren't There" (#1 ITA, #1 NOR, #2 CHINA, #59 UK)
- "Another Day" (#5 ITA, #8 NOR)
- "Sorry" (#40 ITA, bara i Italien)

Från albumet Lost in a Moment
- "How Would It Be" (#16 ITA, #11 NOR)
- "What If" (#39 ITA)
- "Still Here" (bara i Japan)
- "My Lucky Day" (Frankrike och Italien)

Från albumet In Every Waking Moment (av Lovebugs)
- "Avalon" (#10 CH, #25 NOR)

## Priser och utmärkelser
| År   | Pris                    | Kategori          | Mottagare             | Ref.  |
| ---- | ----------------------- | ----------------- | --------------------- | ----- |
| 1998 | Spellemannprisen        | Årets låt         | "Unforgivable sinner" | [ 2 ] |
| 1999 | MTV Europe Music Awards | Best Nordic Act   | Lene Marlin           | [ 3 ] |
| 1999 | Spellemannprisen        | Popsolist         | Playing My Game       | [ 9 ] |
| 1999 | Spellemannprisen        | Årets nykommer    | Playing My Game       | [ 9 ] |
| 1999 | Spellemannprisen        | Årets musikkvideo | "Sitting Down Here"   | [ 9 ] |
| 1999 | Spellemannprisen        | Årets låt         | "Sitting Down Here"   | [ 9 ] |
| 1999 | Spellemannprisen        | Årets artist      | Lene Marlin           | [ 9 ] |

- 2007 – Gammleng-prisen i "Åpen klasse"[10]
- 2014 – Åpenhetsprisen[11]
- 2015 – Fredrikkeprisen[12]